# Zeitprobleme: Wie der Arbeiter wohnt
Zeitprobleme: Wie der Arbeiter wohnt ist ein Kurz-Dokumentarfilm aus dem Jahr 1930 von Slatan Dudow, einem der wichtigsten kommunistischen Filmemacher. Der Film gehört zu den Frühwerken des „proletarischen Reportagefilms“ und zeigt die dramatischen Wohnverhältnisse in den Berliner Mietskasernen und Elendsvierteln. Als Produktionsfirma fungierte das Filmkartell „Weltfilm“.

## Inhalt
Dudow verschneidet die Ansichten des Arbeiterlebens mit Impressionen nobler Villenviertel und führt damit die unüberbrückbaren Gegensätze im Berlin des Jahres 1930 vor. Zu den Gegenüberstellungen gehört etwa die Darstellung eines Bürgerlichen, wie er seinen Hund wäscht, während ein erschöpfter Arbeiter die Androhung einer Räumungsklage erhält und schließlich gepfändet und wegen Widerstands von Polizisten drangsaliert wird. Der Film thematisiert damit die gnadenlose Praxis von Hausbesitzern gegenüber den ärmsten Bevölkerungsschichten. Am Ende wird ein Polizeihelm in Großaufnahme gezeigt als Symbol für die Herrschaft der oberen Gesellschaftsschicht.

## Hintergrund
Nachdem Dudow Anfang der 1920er Jahre zum Studium nach Berlin gekommen war, hospitierte er bei den Dreharbeiten zu Fritz Langs Film Metropolis und war im proletarischen Agitationstheater aktiv. 1930 konnte er für den kommunistischen Medienunternehmer Willi Münzenberg und seine Produktionsfirma Prometheus mit Zeitprobleme: Wie der Arbeiter wohnt seinen ersten Kurzfilm umsetzen. Wenig später folgte der Langfilm Kuhle Wampe oder: Wem gehört die Welt?
In den Nachkriegsjahren entwickelte sich Dudow zu einem der wichtigsten DEFA-Regisseure. Seine Filme stellte er stets in den Dienst des sozialistischen Aufbaus, wobei sein „sozialistischer Realismus zumeist trotz aller ideologischen Botschaft weder ins plump Illustrative noch simpel Pädagogische abrutscht“.
Im Film Zeitprobleme: Wie der Arbeiter wohnt wurde weitestgehend auf Zwischentitel verzichtet, da diese meist der Zensur zum Opfer fielen, bzw. wurden diese harmlos oder ironisch formuliert, etwa „Unsere Ostsee“ (ca. bei 05:47), woraufhin spielende Kinder in einer Plantsche gezeigt werden.
Die Kameraarbeit war für die damalige Zeit nahezu avantgardistisch; die Verteilung von Licht und Schatten, von heller Fläche und dunklem Mauerwerk verweisen auf eine stilistische Nähe zum Bauhaus. In der detailgetreuen Darstellung der ärmlichen Innenräume der Arbeiterküchen und Treppenhäuser zeigen sich hingegen Ansätze des Realismus und Parallelen zu den zeitgenössischen Zeichnungen Heinrich Zilles.